# 軍事
軍事（、英: military affairs、羅: res militaris）とは、戦争・軍人・軍隊などに関する事柄の総称である。

## 概要
軍事は、公共的利益と政治的な重要性を伴うものである。軍事は民事と共に国際関係を扱う分野の一つであり、外交や経済などと並ぶ政府の主要な行政機能の一つに位置づけられる。軍事がなぜ公益と重要性を伴っているかを理解する上で、フィレンツェの政治思想家であるニッコロ・マキアヴェリの見解が参考となる。彼は『政略論』において「戦いに訴えねばならない場合に、自国民からなる軍隊をもっていない指導者は国家は恥じてしかるべきだと思う」と論じている。なぜならば、自らの安全を自力で確保する意志がなければ、国家の独立と平和を期待することはできないからである。戦争が勃発することは不可避であり、それに対処するために軍備が必要であるという現実主義の政治思想は軍事の基本的な考え方となっている。
軍事の基本的な問題とは軍隊の根本的な任務である戦争における戦闘に勝利することにあると要約することができる。ただしこの基本的な問題に関しても幅広い視角が存在している。例えば自然科学の視角から軍事問題を観察すれば、戦場の地理学的特性、戦闘で使用される武器や兵器などの工学的性能、戦闘力や戦闘行動の数学的な性質などの側面が認められる。これに社会科学の視点を導入すれば、戦闘行動をより大局的な観点から指導している国家の安全保障政策や国際法との関係、軍隊を支える国家の行政機能、戦闘を組織化する戦略と戦術、そして作戦計画を具体化するための補給や輸送、通信などの兵站活動などの多くの側面があることが分かる。さらに人文科学の視座を持ち込めば、戦争に関する文学的記述、戦闘の様相に関する歴史的観察、戦闘における兵士の心理的反応などの着眼点も指摘することができる。つまり軍事とは軍隊の活動である戦争と戦闘において勝利するための諸々の問題であるが、広義においては上記で述べたような複雑な諸問題を含んでいる。
複雑さに加えて軍事という問題は時代に応じて流動的である。軍隊の使命は歴史を経て変化しつつあり、古代ギリシアの歴史家ヘロドトスが『歴史』で叙述したペルシア戦争において軍隊は敵の軍隊を殲滅することのみを使命としていた。しかし近代においてポーランドの戦争研究者イヴァン・ブロッホは『将来の戦争』では戦争が軍事技術の進歩によって大量の損害を伴う長期戦に発展すると論じ、第一次世界大戦、第二次世界大戦の様相を予測した。また冷戦後ではイギリスの軍人ルパート・スミスが『軍事力の有用性』で戦争の歴史的変容を指摘しており、戦争は国家の武力衝突や敵軍の殲滅、領土の占領に特徴付けられるものではなく、人々の間で生じる戦争、前線と後方の混在などに特徴付けられる戦争に変化していると論じた。三者は一様に戦争について論じているものの、その問題意識はそれぞれ異なっている。ヘロドトスが描いた戦争では戦場で刀剣などで武装した両軍が機動や打撃を行っていたが、ブロッホが予測した戦争においては高度な火力戦闘を行う両軍が決定的戦果を挙げることができることなく全ての国力を動員した長期戦となり、スミスの戦争観では敵の存在が不明確な混乱地帯において軍隊が行動するというものである。このように軍事において問題意識の力点が変化し続けており、現在において新しい課題が出現し続けている。
軍事の全般的な理解のために、ここでは主に社会科学の見地から述べており、そのため本項目では軍事に関する基本的な主題を戦争、軍事システム、戦争能力、軍事ドクトリンとまとめている。これら四つの主題に沿って、戦争の理論的枠組み、戦争の一つの形態である総力戦、制限戦争、ゲリラ戦の特性、戦争の政治理論としての国際政治の問題、戦争法の枠組み、国防の基本概念、軍隊の制度的成り立ち、指揮統制の基本システム、軍事教育のあり方、政府と軍隊の関係、軍事能力の機能と種類、陸上戦力、海上戦力、航空戦力の概念、軍事力を支える経済的基盤、そして軍事行動を指導する安全保障政策、軍事戦略、戦術、兵站、そして戦争以外の作戦について説明する。詳細については個別の記事で述べている。また本項目では取り上げられなかった戦争や軍隊、戦闘の歴史的説明については軍事史を、工学的見地に基づく諸々の装備については兵器を、各国の軍事情勢については各国の軍事や各国の軍隊の一覧から該当する記事を参照されたい。

## 戦争

### 戦争理論
戦争が国家の存亡を決定する極めて重大な出来事であることは古来から『孫子』が論じてきたことである。戦争において国家は敵の軍事力によって安全を脅かされる事態に直面するのであり、それは領土や都市の破壊と占領、国民の生存とその財産所有権の侵害、政治的自由や独立の制限などの方法で行われる。同時に戦争は社会現象の中でも特に分析が難しい複雑な主題の一つであり、戦闘などの軍事的な出来事だけで生じるのではなく、対外政策や国内での政治過程などの政治的文脈に基づいて生起するものである。しかもその展開においては戦時特有の動員や生産などの経済的要素、国民心理などの社会的要素と関連するものである。しかも戦争は敵国と自国の相互作用によって生じた結果であるため、戦争において最適な意思決定が何であるかを明確に理論化することはできない。つまり重大な戦争の原因とその実態を理解するためには、その複雑性を概観できる理論的な把握が必要となる。
プロイセンの軍事学者カール・フォン・クラウゼヴィッツは『戦争論』において戦争の一般理論を構築した戦略家である。彼は二人の間での決闘に戦争をなぞらえた上で、戦争とは「敵を強制してわれわれの意志を遂行させるために用いられる暴力行為である」と説明しようとした。そして戦争において生じる暴力は相互作用によって無制限に極大化する法則があることを明らかにした上で、そのような戦争を絶対戦争として定式化した。絶対戦争では軍事的な合理性の下であらゆる事柄が徹底的に合理化され、最大限の軍事力が敵を殲滅するために使用されることになる。ただし戦争は単に軍事において完結する現象ではないことにクラウゼヴィッツは注意を払っており、この絶対戦争のような形式が現実に起こっている戦争とは異なることを認識していた。つまり戦争は固有の法則に従って無制限に暴力性を高めるだけではなく、その戦争行為を制限することができる政治的目的を伴うものである。戦争の発生には必ず外交的または経済的、心理的な情勢が起因しており、あらゆる戦争は政治的目的を究極的には達成しようと指導されるものである。このクラウゼヴィッツの戦争理論は「戦争は他の手段を以ってする政治の継続である」と理解されており、戦略研究では広く参照されている。
しかし現代の戦略研究ではクラウゼヴィッツが前提としていた主権国家による戦争が戦争の全てではないことが分かっている。非国家主体によって戦争が遂行される可能性を提唱したのは社会主義の政治イデオロギーを掲げて革命戦争を指導したマルクス主義者たちであった。レーニンはクラウゼヴィッツが定式化した戦争と政治の関係を再解釈し、政治を武力によらない戦争、戦争を武力による政治であると捉えて革命戦争の理論に適用した。このことでパルチザン部隊による戦争の形態が成立することになり、国家と国家の戦争という図式は陳腐化することになった。またクラウゼヴィッツに対する批判を展開する戦略研究者のマーチン・ファン・クレフェルトは『戦争の変遷』において戦争の歴史的事例に基づいて理論を構築している。クラウゼヴィッツの戦争理論での国家の前提は政府、軍隊、国民から成立している三位一体の戦争モデルであったが、クレフェルトは非三位一体の戦争が存在することを指摘しており、したがってクラウゼヴィッツの理論が主権国家による戦争に限定されたモデルであると論じている。つまり必ずしも戦争は理性的な政治の延長ではなく、むしろ宗教や正義などの価値観を実現するための手段として行われているものと考える。

### 総力戦
総力戦 (Total war) とは戦争が採りうる形態の一つであり、軍事力の行使だけでなく、軍事力を支える経済的基盤を構成する工業生産力や労働力の総動員、民間人の全国的な戦争協力、そして戦争遂行を正当化するためのイデオロギーや思想の宣伝活動などを伴うような、国家の総力を挙げる戦争遂行の形式である。このような概念を提唱したのは第一次世界大戦で敗北したドイツ軍を指導した軍人エーリッヒ・ルーデンドルフであった。ルーデンドルフは著作『総力戦』の中で第一次世界大戦を契機に戦争の主体が政府と軍隊だけではなく民衆を巻き込んで遂行される形式へと変化したことを指摘し、これを総力戦と命名した。総力戦の概念の画期性とは従来の戦争が戦場での軍事行動で完結していたものから、銃後の経済活動や生活までもが軍事行動と結び付けられたことである。したがって、総力戦においては海上封鎖や戦略爆撃のように敵の経済活動を破壊するための行動が継続的に行われ、また敵の抗戦意志を減耗させるためにラジオやビラなどのマスメディアを利用した思想宣伝を実施する。これらに対抗するために経済活動は政府により統制され、人員や物資、情報などは軍事作戦を支援するために配分、管理される。ルーデンドルフは特にドイツ敗戦を招いた原因として革命運動を指示するような思想的要因を重要視しており、国民士気の低下はドイツ軍の士気そのものに悪影響を及ぼしていたと述べている。そのために総力戦を遂行するためには総力政治が不可欠であると主張している。総力政治は総力戦に関わるあらゆる要素を統制する機能を担っており、単独の指導者によって総力政治は実践されなければならない。つまり総力戦とは従来の武力紛争だけではなく、経済紛争や情報紛争が結合した複合的な戦争のあり方であり、核兵器が存在する現代においては核戦争を意味するものである。

### 制限戦争
制限戦争 (Limited war) とは軍事力を抑制的に行使することで、戦争のエスカレーションを制御することを可能とする戦争の形態の一種である。アメリカの外交官ヘンリー・キッシンジャーは『核兵器と外交政策』このような戦争を「特定の政治目的のため（中略）相手の意志を押しつぶすのではなく、影響を及ぼし、課せられる条件で抵抗するより魅力的であると思わせ、特定の目標を達成せんとする」戦争と描写した。つまり限定戦争の主眼とは、軍事力だけで敵に我の意志を全面的に強制するのではなく、外交交渉を交えながら軍事作戦を遂行することで、目標を達成する手段として戦争の規模や程度を抑制することにある。キッシンジャーは核兵器の登場によって戦争そのものが遂行不可能になるという見解を退け、この限定戦争に基づいた限定核戦争という戦争方式を提唱した。事実、核兵器が登場してからも朝鮮戦争やインドシナ戦争などの戦争が勃発しており、これらは限定戦争の形式に則って遂行されている。限定戦争を成り立たせている外交は通常の外交と区別されており、アメリカの政治学者アレキサンダー・ジョージなどの研究者たちによって強制外交と呼ばれている。強制外交が敵との間で成立するためには、彼我双方にとって軍事行動に伴う損害を抑制する意図を共有しなければならず、戦略防勢の立場を採るために作戦の主導権を喪失する危険が伴うが、総力戦と比べて最小限の費用と危険で目的を達成する選択肢とされている。

### ゲリラ戦争
ゲリラ戦争（Guerrilla Warfare）または革命戦争とは本質的に国家に対する非国家主体により遂行される戦争の形態である。このような戦争の形態が成立した背景にはマルクス主義を指向する政治運動があり、ロシア革命、キューバ革命、国共内戦などの革命が勃発したことで、ゲリラ戦争のあり方が研究されてきた。革命家でありながらゲリラ戦争の理論を確立した毛沢東はゲリラ戦争には正規軍によって遂行される在来戦争とは異なる背景を持った固有の領域があることを指摘し、『遊撃戦論』でこの問題を論考している。ゲリラ戦争の特徴とは戦略防勢の立場に置かれながらも、分散された小規模な部隊による急襲で敵に連続的に損害を強いることで戦争そのものを主導することにある。したがって、ゲリラ戦争において短期決戦は発生せず、決戦を想定した戦闘部隊は必ずしも優位ではなくなる。革命家チェ・ゲバラは『ゲリラ戦争』においてゲリラ戦争を成立させるための戦略と戦術について論じている。そこでは負ける戦いを避け、常に遊撃し、敵から武器を略取し、行動は秘匿し、奇襲を活用するというゲリラ戦の原則が示されている。ゲリラ戦争は戦略的には防勢に置かれるが、しかし一撃離脱を繰り返すゲリラ戦士は決して包囲殲滅されることはないために、戦争の主導権を維持することができる。

### 戦争法
戦争法とは戦争行為を規制する戦時における国際法である。これは今日では武力紛争法や人道国際法とも呼ばれる場合がある。現実主義の立場に立つならば、戦争は本質的には道徳や法律によって規制することはできるものではない。したがって戦争法が存在する価値を認めることはできないものである。しかしながら、国際政治学におけるもう一つの立場である理想主義に立脚するならば、戦争は決して許容できないものである。このような考え方は人文主義者エラスムスが『平和の訴え』において「およそいかなる平和も、たとえそれがどんなに正しくないものであろうと、最も正しいとされる戦争よりは良いものなのです」と論じたことで表現される。戦争を回避するためにあらゆる戦争行為は禁じられなければならない。しかしこの現実主義と理想主義のような全面的な肯定と否定の間に立つもう一つの立場がある。それは国際法学者フーゴー・グロティウスが「二つの極端な説に治療を施し、なにも許されないとか、すべてが許される、などと信じ込むことがないようにしなければならない」と表現した、条件付きで戦争行為を許容する立場である。その条件を法的理論として発展させたものが戦争法であると言える。
戦争法には開戦法規と交戦法規という二つの基本的な部門がある。開戦法規とはどのような場合において戦争を開始することができるのかを定めた法であり、交戦法規はどのような手段によって戦争を遂行することができるのかを定める法である。開戦法規に関しては主権国家は政策の手段として戦争に訴える権利を持っていたが、1929年の「戦争放棄ニ関スル条約」によって武力行使の違法化が進み、現在では国連憲章の下で他国の領土保全や政治的独立に対する武力行使や国連の国際平和の維持するという目的と相反する武力行使を違法化した。もし国家が侵略を受けた場合には個別的、集団的自衛権を行使して防衛することができるが、同時に国連は侵略国に対して集団安全保障に基づいて武力制裁を含めた制裁措置が可能である。ただし自衛権を行使する判断は国家が判断することができるが、国連が制裁措置を行う場合には安全保障理事会による決議が必要であり、常任理事国の全員の同意が必要である。
交戦法規に関しては、もともとは騎士道の規範に基づいて非人道的な殺戮・破壊活動を規制していたが、近代の軍事技術の発達によって戦闘の様相が変化すると新しく交戦法規を確立しなければならなくなった。交戦法規の一般的な原則は効率性と人道性の均衡ある両立であり、これは攻撃目標を選定する場合において、任務の達成のために市街地と軍事基地の二つが選択可能であるならば、不必要な犠牲が出る可能性がより少ない軍事基地を攻撃するべきであるという原則である。交戦法規の大系においては攻撃目標や攻撃禁止目標、合法的な戦闘手段や方法、非戦闘員の保護、中立国の権利保護などの細目があり、これらの規則は作戦行動において指揮官の責任を以って遵守しなければならない。この戦時国際法に対する違反があり、その行為の責任者がいる場合には、戦争犯罪として裁かれなければならない。1990年代に戦争犯罪への措置は強化され、ボスニア・ヘルツェゴビナで非人道的な紛争が発生した際には国連安全保障理事会は国際裁判所を設立して戦犯を裁き、1998年には常設の国際刑事裁判所既定が国連の外交会議で採択された。

## 軍事システム

### 国防
国防とは脅威に対して国家の安全を確保することであり、幅広い範囲で捉えられる国家安全保障の意味で用いられる場合と軍事力による防衛の意味で用いられる場合がある。ここでの国家とは領域、国民、主権の三要素から成り立っている政治的な共同体である。領域は国家の排他的な支配権が及ぶ地理的範囲であり、領土、領海、領空に区別される。領域において生活する国家の構成員とは国民であり、国民はその国家の主権に服従する。国家の主権とは国家のあり方を国家の構成員が政治決定する権利であり、その具体的な構成は国家体制によって国ごとに異なっている。このように成立している国家の内部的構成を概観すれば、国家は物理的な手段によって打撃を与えることができることが分かる。国家は領域の奪取や国民の殺傷によってその統治能力を低下させる可能性がありうるのであり、そのような事態に対処するために国防の準備が必要となる。
国防は国家を単に守ることではなく、脅威から国家を守ることである。国防において脅威とは国家の存続や利益を脅かす他者の存在や能力、行動を指す。それは武力による威嚇、領空侵犯、領海侵犯、海上交通路での通商破壊、ミサイルや航空機による攻撃、全面的な武力行使、などの軍事的脅威が主なものである。ただし、海上封鎖などによる経済制裁は経済的脅威、大規模な内乱などの政治的脅威などの存在を指摘することもできるが、ここでは軍事的脅威について述べる。軍事的脅威の程度を判断する基礎は軍事力とそれを行使する意志である。軍事力は現有兵力と動員兵力、装備と兵員の配備状況などから定量的に評価することが可能である。しかし意志については相手国の政策決定者の思考から評価するしかなく、そのために国家政策や作戦計画などから定性的に推測することになり、判断が難しい。また環境条件が相手国にとって有利かどうかも重要な判断材料となる。国際環境の不安定化や国家の内部分裂による外部勢力の介入などは進攻を決定する際に有利な一般情勢である。
国防は脅威から国家を守ることであるが、そのためには手段が必要である。その手段として軍事力が中心であると考えられているが、非軍事的要素についても注目されている。政治学者モーゲンソーは国家の国力の構成要素として軍備以外に地理、人口、工業力、資源、国民性、国民士気、政府や外交の性質を上げており、また政治学者クラインも領土、人口、経済力、国家戦略を遂行する意志、戦略目的という構成要素を列挙している。このような幅広い国力要素が出現した背景には総力戦や革命戦争、核戦争に特徴付けられるように、戦争の範囲が戦闘だけでない社会全体に及ぶように変化したことが理由として挙げられる。このような国防能力を使用する国防政策として単独による国防だけではなく、同盟による共同防衛や集団的安全保障、中立政策などがある。

### 軍隊
軍隊は一定の規律・組織に基づいて編制された武装組織である。しかし今日の軍隊はそれ自体で独立した組織ではなく、国家の枠組みに基づいて政府組織の権力の下で組織されている。したがってその組織のあり方は国によってさまざまであり、その社会事情に関連して社会階層が部隊編制に反映されている場合や、政治権力と一体化している場合もある。アケメネス朝の軍隊は貴族である騎兵部隊が主力となり、農奴から構成される歩兵部隊が補助的役割を任せられていたが、始皇帝は一般公募に応募した人々で編制された軍隊で中国を統一した。中世ヨーロッパでは封建制を背景とした騎士階級が軍事的義務を果たし、名誉を認められていた。しかし近代において新しい軍事技術である小銃や火砲が戦闘に導入され、フランスの軍人ギベールが『戦術一般論』が述べたような国民軍がフランス革命を契機に成立すると、その後ヨーロッパ諸国もその軍制へ移行していく。近代ヨーロッパの情勢を背景とした軍事制度についてスイスの軍人ジョミニは軍隊の構成要素を列挙している。それは徴募組織、部隊編成、予備役、行政管理、軍紀、報酬制度、砲兵や工兵などの特技兵科、攻防両面における装備、戦術教育の機能を備えた参謀本部、兵站組織、指揮系統の制度、国民の戦闘精神を喚起することである。これら要素を備えていることが、ジョミニが強調しているように近代軍として不可欠の要素であると考えられる。
軍隊組織の理論の観点から見るならば、軍隊は組織としてはドイツの社会学者マックス・ヴェーバーが定式化した官僚制のモデルの典型例である。つまり規則による職務権限の配分、階級制度に基づいた指揮系統、文章による事務処理、専門性を備えた職員の公平な選抜などの合理的な組織運営が行われている組織である。同時に軍隊は専門的な職業団体でもあり、アメリカの政治学者サミュエル・ハンチントンは軍隊が暴力の管理に関する専門知識と責任、団体性を備えた職業集団であることを将校団の分析から論証した。独自の行動様式や参加手続、共通経験を持つ職業集団であるために軍事問題に特化した組織的能力を派発揮することが可能であり、このような軍隊の職業的性格こそが近代軍の基礎となった。プロイセンが創設した軍事学の研究機関である陸軍大学と参謀本部は職業軍人を育成するための機関であり、ドイツの軍人モルトケとシュリーフェンの職業軍人としての立場は政治野心を持つべきではないという軍人の職業倫理の模範を示した。
軍隊の組織構造は地域や時代によってそれぞれ異なるが、軍隊は他の文民組織とは異なる固有の組織構造を形成している。軍隊の体制は軍事作戦の部門、軍事行政の部門、そして軍事司法の部門に大別することができる。軍隊において軍事作戦は最も基本的な部門であり、幕僚によって補佐された指揮官が任務を達成するために部隊を指揮する。各部隊にはさらに下級部隊が組織されていることによって指揮系統が形成されている。軍事行政の部門においては、部隊に予算や兵員、装備を提供することは軍隊ではなく国防省や防衛省などの行政機関によって実施される。軍事行政は政府の一員である大臣が指導する官僚によって軍事力を開発、維持、管理する。加えて軍事司法の部門においては立法府によって制定された軍法に部隊は服従しなければならない。フランスの軍人マルモンは軍隊で起こった犯罪は国家の司法権と軍隊の指揮権を調整しながら法に基づいて裁かなければならないと『軍制要論』で論じている。軍法は任務の放棄や敵前逃亡、利敵行為などの行為を軍事犯罪と定めており、軽微な犯罪であればその部隊の指揮官が決裁によって処罰することができるが、重大な軍事犯罪であると見なされれば軍法会議が召集され、その判決に基づいて刑が執行されることになる。

### 指揮統制
軍事システムにおいて指揮統制とは指揮官が任務を達成するために隷下の部隊の作戦運用を指導するために必要な施設、通信、人員、そして手順の総体であり、軍隊の神経系と言うべき機能を果たしている。この指揮統制の複合的機能を整理すると、それは指揮、統制、通信、コンピュータそして諜報の機能から成り立っており、英語の頭文字からC4Iシステムと要約される。このシステムに基づいて情報資料を諜報により獲得し、コンピュータにより情報処理を行った上で指揮官はそれを通信で知らされる。そして意思決定が下った後には再び通信によって各部隊に対して指揮権に基づいて命令が各部隊に発せられる。これは必ずしも近代以後の軍事技術だけに合致する概念ではなく、古代の軍事組織においても指揮官は歩哨や間諜がもたらす報告を、伝令や狼煙、音響によって通信伝達され、幕僚や軍師による状況分析を参考にしながら状況判断を行って命令を発していた。現代ではこの情報のやり取りをさらに発展させ、国防体制において指揮統制の体系は早期警戒衛星システムや長距離レーダーなどの諜報活動の手段を活用し、専門化された情報分析官から成る情報機関が情報資料を分析し、幕僚本部や安全保障会議が指揮官を補佐し、しかも無線中継システムにより通信網を確保しているために、より迅速で詳細な意思決定と大量の情報伝達が可能となっている。

### 軍事教育
軍事教育とは軍人に必要な能力を付与するための教育、訓練、演習の体系である。軍事教育の重要性は古代ギリシアから認識されており、体力と戦闘技術を練成し、部隊の団結と規律を高めることで戦闘力を改善することが軍隊で行われていた。マキアヴェッリは国民軍の創設にあたって軍事教育の重要性を指摘し、部隊の錬度に応じて教育水準を段階的に高めることを示している。オランダ軍のマウリッツ公は基本教練を教範類としてまとめたことで、規律正しく部隊に行動させる操典が各国軍で確立されていった。またプロイセン軍ではシャルンホルストなどの功績により高級指揮官を育成する陸軍大学校が創設され、高級将校教育の原型を確立している。このような軍事教育の整備がなされるようになった背景には18世紀における軍事科学の成立があり、ビューロー、ロイド、ギベールなどが展開した科学的方法を重要視した軍事思想によって、それまで断片的であった経験や知識が概念、モデル、理論に基づいて体系化されていった。軍隊で行われている教育体系はまず陸海空軍に設置された教育部隊で基本教練、基礎的な歩兵としての戦闘訓練などを新兵教育の課程で受けることになる。しかし陸海空軍の軍種、そして兵卒、下士官、将校という階級によってその後の訓練内容は細分化されており、小銃射撃の能力を付与する射撃訓練から大規模な戦力を運用する能力を付与する図上戦術まで分かれている。これら教育訓練で付与された能力を評価する方法として閲兵や想定された状況で実際に行動する軍事演習を実施することが行われている。

### 政軍関係
政軍関係とは政府と軍隊の関係のあり方であり、政治はあらゆる軍事行動の上位に位置して目標を規定するべきであると考えられている。その理由としてクラウゼヴィッツの「戦争は他の手段を以ってする政治の延長である」という命題が引用できる。軍事力は侵略・防衛のために運用されるものであるが、それは政治の意志に従属するものであり、このことは文民統制の理念として知られている。ハンチントンは『軍人と国家』において軍隊の本来的なあり方について職業主義の概念を使用して分析している。そして軍隊は軍事的な職業主義を最大限に発揮することで軍隊は軍事に専門化し、政治に介入する動機や機会は失われると論じた。このような職掌主義を最大化する政軍関係をもたらすための文民統制を客体的文民統制と呼んでおり、これは主体的に政府が軍隊に介入するのではなく、政府と軍隊を分離した上で客体として統制する方式である。
ただしこのハンチントンの客体的文民統制とそれによりもたらされる職業主義の概念は批判を受けている。社会学者ジャノヴィッツはそもそも軍人が政治化することは不可避的な事態であり、軍人は国益の保護者である以上、政治決定に対して国益を保護するように介入する権利を持っていると考える。そのため、軍人が文民の価値観を持つことで文民統制が実現されると主張した。そして具体的には軍隊に対して行政や立法府の監視を強め、軍隊の職業訓練に文民が介入すること有効性を述べている。またファイナーはさまざまな軍によるクーデタの事例を示しながら軍隊の政治介入を防止するために文民の絶対的な優位性に軍人が従属しなければならないと論じた。ファイナーも『馬上の人』において軍人が政治に介入することは軍人の宿命であり、特に政治文化が未熟な国家においては文民政治家にはそれほど正統性が認められないために政治介入に至る傾向があると考えた。

## 戦争能力

### 軍事力
軍事力とは平時、戦時において国家の政策の目標を達成または支援するために活用される能力であり、これは政治的、経済的、社会的、軍事的な資源から構成されている。根本的に軍事力とは人間や装備から組織化された暴力であり、この組織的、技術的な組合せや計画的運用によって平時での抑止、危機管理、戦争での攻撃や防御などの能力が左右される。軍事力の機能は基本的には安全保障に関する、抑止、強制および抵抗の三種類にまとめることができる。抑止とは敵の軍事行動を思いとどまらせる機能であり、これは敵に対抗可能な軍事力を準備することで果たすことができる機能である。一方で強制や抵抗はより直接的な機能である。強制は自分の意志を相手に強制する機能であり、威嚇的な軍事力から全面的な攻撃など幅広い軍事行動の機能に該当する。逆に抵抗は相手の強制を退ける機能であり、威嚇的な軍事行動への対処や徹底抗戦にわたる軍事行動の機能が該当する。
軍事力の構成要素を理解するためには物質的要素だけではなく精神的要素を考慮することが重要であることが論じられている。フランスの軍人モーリス・ド・サックスは軍隊の精神的要素を発見した軍人であり、著作『我が瞑想』の中で「戦争にまつわる、あらゆる事柄は人間の「こころ」に端を発する」と述べている。サックスは自らの軍務経験から軍隊の士気が重要な働きを持つことを軍事思想として展開した。したがって軍事力の構成要素には軍用車両、軍艦、軍用機などの有形の戦力だけではなく、指揮統制能力、兵站能力、錬度や士気などの無形の戦力から成り立っていると考えられている。さらに軍事力の潜在的な構成要素である政府の指導力や外交力などの政治力、軍需産業や備蓄資源などの経済力、技術革新を進めるための科学技術力、軍隊に対する国民的支持などを考慮することも可能である。
軍事力の構成要素は単に集合しているのではなく、戦闘教義の下で有機的に統合された能力である。戦闘教義は軍事史において装備の革新や部隊編成を伴いながら変革されてきた。古代ローマの軍事学者ヴェゲティウスは古代ローマの軍制についての研究を通じてレギオンと呼ばれた戦闘教義を記している。レギオンは120名の中隊を三列で間隔を保って横隊に戦闘展開して作戦するものであり、必要に応じた疎開や密集、機動が可能となっている。レギオンは古代ローマの戦闘教義であっただけでなく、近世における軍事思想史でマキアヴェリの『戦術論』によって模範として参照されている。現代のアメリカの軍事学者ビドルは『軍事力 (ビドル)』の中で軍事力の運用方法に注目して近代的軍事力の特徴を近代システムであると主張する。近代システムとは射撃と運動の組織的な連携であり、第一次世界大戦でドイツ軍により本格的に導入されて戦果を挙げた。現在では、軍事力はDOTMLPF（ドクトリン、オーガニゼーション、トレーニング、軍需品、ロジスティックス、リーダーシップ、人事、施設の略）の総合力としてのケイパビリティとして把握するのが、アメリカを中心とした西側先進国で常識化しており、望ましい軍事ケイパビリティを達成するための軍事能力の分野別の軍事能力の不足（ケイパビリティギャップ）の数量的把握とそれに対する合理的な対処が制度化されている。

### 陸上戦力
陸上戦力とは陸上において作戦行動する能力を持つ戦力である。陸上戦力の役割とは人間の本来的な生活領域である陸上において軍事作戦を展開することであり、陸上戦力を代表する軍事組織としては陸軍がある。ただし治安部隊や国境警備隊、また場合によっては海兵隊や陸戦隊も陸上戦力として機能することができる。陸上戦力が活動する陸上には土地、資源、そして住民の三つの基本的要素が存在するが、陸上戦力はそれらを統制下に置くことが可能である。これら三つの要素はいずれも密接に関連しており、土地を支配することはその地域の交通を管制することになるため、天然資源の使用を制約することが可能となり、同時にそれは住民生活に必要な物資を統制することをも可能とする。陸上戦力はその特性から地形と密接に関係するものであり、運用によって地形を戦力化することが可能である一方で、森林、市街、砂漠、山岳などの地形によって弱体化される可能性もある。
陸上戦力の戦略的役割を表現するランドパワーと呼ばれる概念がある。イギリスの地政学者ハルフォード・マッキンダーは『デモクラシーの理想と現実』においてランドパワーとは海洋に対して大陸に根拠地を持つ勢力を指す地政学の概念である。マッキンダーによれば世界の覇権を獲得するためにはユーラシア大陸の内陸部に位置するハートランドを支配することが重要であると論じた。つまりハートランドから投射されるランドパワーは全世界的な支配権を確立することができる。加えてこの大陸に基づいた戦略思想を展開したドイツの地政学者には『太平洋地政学』の著者であるカール・ハウスホーファーがいる。ハウスホーファーは第一次世界大戦で敗北したドイツが自給自足するために必要な生存圏をユーラシアからアフリカに至る地域と定め、アメリカ、日本、ロシアとともに世界を分割する統合地域理論を主張した。
陸上戦力の具体的な組成について観察すれば、その最小単位の部隊である分隊から出発し、小隊、中隊、大隊、連隊そして師団という部隊編制が採用されている。これは師団制度と呼ばれる部隊編制であり、この師団制度に基づいて歩兵、砲兵、機構などの戦闘兵科を担う各部隊が師団の中で組織されている。近代的な師団制度は歴史的にはスウェーデンの国王グスタフ・アドルフによって確立されたものであり、今日の陸軍の部隊編制でも広く採用されている。また近代以後では火器の破壊力が向上したために要塞を使用する効率性が失われ、機動力を活用することが重視されるようになっている。ドイツの軍人ハインツ・グデーリアンによって実践された電撃戦は近代陸上作戦において戦車の最大限に活用した戦闘教義であり、現在でも陸上戦力にとって機甲部隊の重要性は変わっていない。

### 海上戦力
海上戦力とは海洋において戦闘力を発揮する戦力の形態であり、海軍によって海上戦力は造成、運用されている。しかし海軍だけでなく沿岸警備隊も海上戦力として把握することは可能である。人間の生活にとって海洋という地理的環境は陸地の住民にとっては障害となるが、船舶や港湾などの交通手段が確立されれば広大な交通路となるものである。海上交通によって大量の物資の輸送やその輸送を通じた沿岸地域または海外地域との交易で得られる経済的便益がもたらされる。海上戦力とはこの海上交通路を保持して管制する意義があり、さらに敵の海上交通を防止する意味もある。海洋の環境は気象や海象によって変化するが、それを戦力として活用することは困難であり、戦力の優劣がそのまま戦闘結果に反映されやすい。
海上戦力の戦略家として代表的な人物にアメリカの戦略家アルフレッド・セイヤー・マハンがいる。マハンは『海上権力史論』や『海軍戦略』などの著作があり、海洋が巨大な公道であり、海上交通の防衛が海軍の最重要目的であると指摘した。そして生産、海運、植民地を連環として繋ぐ能力としてシーパワーの概念を提起する。シーパワーは海上戦力だけでなく、地理的位置や自然的形態、領土範囲、人口、国民性、政府の性格など海洋に関する総合能力である。マハンと同じく海上戦力の戦略的意義を論じたイギリスの戦略家にジュリアン・コーベットがいる。コーベットは『海洋戦略の諸原則』で海軍だけでなく陸軍との連携を位置づける制限戦争の戦略を研究しており、僅かな陸上戦力でも戦争目的を制限し、敵を海上戦力で孤立化できる地域に派遣するならば、勝利することが可能であると論じた。
海上戦力は基本的に洋上展開能力を持つ艦艇、航空機を単位として組織される戦力である。艦艇は船舶工学の発達にともなってさまざまな艦種が開発されてきたが、現代においては潜水艦、航空母艦、巡洋艦、駆逐艦、フリゲート、掃海艇、給油艦などの艦種がある。これらの艦種は排水量が異なるだけでなく、それに応じて火砲やミサイルなどの兵装も異なる。しかも航空母艦の航空戦力を運用する能力や潜水艦の潜水能力は他の水上艦艇とは異なる能力として特別に設計されている。これら艦艇は艦隊として編制され、艦隊は各艦艇が保有する水上戦闘、対戦戦闘、対空戦闘などの戦闘機能を組み合わせて総合的戦闘力を発揮できなければならない。海軍の航空機は哨戒機が哨戒任務に就き、機動力を駆使して広大な海域のパトロールを行なう。海軍はその水域の制海権を確保するために艦隊決戦や航空打撃戦、海上封鎖などによって敵の艦隊を妨げ、自国のシーレーンを保護し、敵のシーレーンを封殺する。

### 航空戦力
航空戦力は空中で戦闘力を発揮することが可能な戦力であり、空軍がこの航空戦力を組織している。航空戦力が経由する空中には陸地や海洋とは異なる地理的特性があり、地球上あらゆる地点に直接的に接触することが可能な唯一の空間である。また航空機は陸上や海上の交通手段と比較して短時間で広範囲に及ぶ移動・輸送能力を発揮することが可能である。さらに現代社会において飛行場と航空機などによって形成されている航空路は海上交通路と並ぶ重要な交通手段である。ただし航空戦力は迅速に機動することが可能であるものの、その戦闘力は他の戦力と比べて短時間で消耗してしまう。なぜならば、航空戦力の本質的要素は航空機であるために、滞空するだけでも燃料を消費し、また搭載可能な兵装も制約されている。したがって地上また空中での燃料や弾薬の補給、航空要員の交替を行う必要が出てくるのである。
航空戦力の戦略的効果について論じたイタリアの軍人ジュリオ・ドゥーエは第一次世界大戦で航空機の軍事的な可能性を発見し、『制空』において独立空軍の効率性を主張した。その理由として航空機が持つ飛距離が拡大したことで敵の前線を超えて後方地域に戦略爆撃を行うことが可能になったためであり、そのため制空権の争奪がこれからの戦争の主要な基軸となるためであった。同様にアメリカの軍人ウィリアム・ミッチェルも『空軍による防衛』においてこれからの戦争の主力は航空戦力であり、独立空軍の創設を主張している。彼らの主張は当初は支持されなかったが、第二次世界大戦で航空戦力の有効性は認識されるようになる。イギリスの軍人ウィリアム・テッダーは第二次世界大戦での航空戦力の働きを踏まえて、『戦争における空軍力』で航空優勢が陸海空いずれの作戦にとっても不可欠であると述べて航空戦力の普遍的な重要性を論じた。
航空戦力の本質にあるものは航空機であるが、この航空機もその偵察、戦闘、爆撃などの目的からさまざまな設計が施される。軍用機の種類としては偵察機、戦闘機、攻撃機、爆撃機、電子戦機、空中給油機などの種類がある。しかし航空機の航空能力を継続的に発揮するために必要な航空基地も不可欠な要素である。航空基地での航空管制や後方支援の機能により航空機は航行が可能となる。航空機は戦術的機能を統合した航空団などに編制され、航空偵察、対航空作戦、航空阻止、近接航空支援、戦略爆撃などの航空作戦で運用される。

### 経済基盤
戦争能力は軍事力だけでなく経済的要素は国力の重要な構成要素である。なぜならば、経済が成長していれば政府は増加する税収から財政における軍事費の割合を拡大することが容易となるからである。ただし財政における軍事費の問題はいわゆる大砲とバターの支出がトレードオフの関係にある問題として把握されており、したがって自由主義の観点からしばしば軍備は民生を圧迫する危険性が指摘される。一方でケインズ主義の立場に立てば軍拡は公共事業の一環として考えることも可能であり、このように拡大する軍需で成長した軍需産業の構造は軍産複合体と呼ばれる。戦争能力における経済力とは軍事力の要素である兵器を供給するための労働力や資源、生産設備、資本などから判断できる。戦争に必要な経済力を獲得するために社会主義的な経済統制が実施される場合があり、戦時動員や配給制が具体的な施策として導入することができる。逆に敵の経済力を低下させるための政府や軍隊の経済対策として、経済制裁、通商破壊、海上封鎖、航空封鎖、市場価格への介入などが実施することが可能である。
経済と軍備の関係について検討した経済学者にイギリスの経済学者アダム・スミスがいる。スミスは『国富論』で市場経済の自由放任が財を適切に配分する原理を論じた。そして経済の自然な成長や植民地の運営のためには軍事力や行政能力が必要であり、またこれらは政府の財政状況に応じた規模に調整することを主張している。軍事力の造成のために必要な産業政策を論じたアメリカの政治家アレクサンダー・ハミルトンは軍務経験に基づいてアメリカの工業の保護を主張する『製造業に関する報告』を著している。この考えた方は後にドイツの経済学者フリードリヒ・リストに受け継がれ、ドイツが自給自足をするために必要な産業を育成しなければ、戦争には対応できない危険性を指摘している。このような戦争に必要な産業を育成する経済政策は世界大戦中に各国で総動員体制の導入に伴って遂行されることになる。

## 軍事ドクトリン

### 安全保障政策
安全保障の概念とは、これはある主体が自らにとってかけがえのない何らかの価値を、何らかの脅威から何らかの手段によって守る、と定義できる。安全保障政策には大別して三つの主要な学派があり、それは軍備の維持増進によって敵対勢力との勢力均衡を維持する重要性を強調する現実主義の学派、経済的な交流を通じて彼我の相互依存を高めることを重要視する自由主義の学派、そして地球全体を統合された国際共同体と見なし、紛争予防と平和維持のシステムを準備し、人間と地球の安全を保障することの意義を主張するグローバリズムの学派の三つがある。つまり安全保障政策は何の価値を重要視するのか、またどの方法が適切であるかに関して論争的でありうる複雑な問題である。したがって、安全保障政策は軍事戦略の政治的コンテクストを形成するものであり、その方針によって兵員や兵器の定数、指揮系統や部隊編制の内容、また戦争における軍事戦略や作戦計画などが決定される。

### 戦略
戦略とは戦争において目的を達成するためにどのように行動すべきかを指し示した準備、運用、計画であり、またそれを策定するための理論または技術を言う。しかしながら、戦略の概念は軍事思想史において論争的であったために画一的な定義が定まっているわけではない。その時代や地域の情勢によって戦略の概念はさまざまな文脈で用いられてきており、論者によってその内容は異なっている。しかしながら、戦略に基づいた思考は単に局地的な戦闘に勝利するだけでなく、より幅広い視野から戦争に勝利する意義があることは戦略家によって認められている。戦略という用語が普及する以前からそのような思考法の重要性は指摘されてきた。古代中国の戦略家孫武が著した『孫子』では、戦争がもたらすさまざまな弊害を認識した上で、可能な限り非軍事的手段によって目的を達成することを優先すべきであり、もし開戦したとしても不敗の態勢を確立した後に短期決戦で勝利すべきであると論じた。このような戦略的思考は現代の研究者によって戦略の原点として参照されている。
軍事思想史において近代の戦略理論を体系化した戦略家として挙げられる人物は『戦争論』を著したクラウゼヴィッツである。クラウゼヴィッツが残した戦略学の業績とは政治に対する戦争の従属的関係を明らかにしたことである。理論的観点から見れば、戦争とは暴力行為であり、敵対関係の結果として戦争の暴力性は無制限に増大し続ける法則がある。つまり戦争の本来の目標とは敵の戦闘力を破壊することに他ならないと考えられる。しかし現実の戦争を観察すれば、戦争には常に政治的目的が与えられており、戦争の暴力性を合理的に調整することができることが分かる。しかも戦争計画を実施に移す際に直面するさまざまな不測事態や不確実性などの摩擦によって戦争行為は妨げられる。このようにクラウゼヴィッツが論じた戦略理論とは戦争の本質に立脚した理論であり、現代においても戦争の本性と政治目的に合致した軍事戦略の在り方を示している。
現代の戦略家として知られているイギリスの戦略家リデル＝ハートはそれまでの戦略の概念をより包括的な概念として発展させた。彼の著作『戦略論』では大戦略の概念と間接アプローチ戦略の概念が提唱されている。大戦略とは政治目的を達成するために軍事的手段を適用する技術であり、軍事戦略の上位に立った包括的な戦略の概念として整理される。大戦略の概念によって戦争を軍事作戦の成否だけではなく、より総合的な観点に基づいて戦争を指導することの意義が戦略理論に表現されることになった。さらに間接アプローチ戦略は敵軍に対して直接対決することを回避し、敵の弱点に対して接近する戦略の理念である。ここでの敵軍の弱点とは物理的な戦力が希薄な方面であるだけでなく、心理的な警戒が希薄な方面を指す用語である。リデル＝ハートは優勢な戦力を以って正面から敵を圧倒するのではなく、このような戦略的な機動を重要視していた。リデル＝ハートの戦略理論には導入された大戦略の概念や間接アプローチの軍事思想は最小限の戦力で戦争に勝利することの可能性を示している。

### 戦術
戦術 (Tactics) とは戦闘において戦闘力を効果的に運用するための科学、または技術であると考えられている。その作戦の形態の相違から戦術学では陸軍の戦術、海軍の海戦術、空軍の航空戦術に分類されて研究される。どれほど優れた戦略であっても、その実行には優れた戦術をも必要とする。戦闘を効率的に指導するためには優勢な戦力を投入するだけではなく、それら戦力を状況に応じて適切に運用することの重要性が知られている。戦術の黎明期においては戦闘隊形の重要性や戦場機動の方式が研究されていなかった。しかし古代ギリシアのファランクスと呼ばれる歩兵の密集隊形を活用した戦闘法が導入され、また騎兵部隊が決定的な打撃力として戦場に登場すると戦闘陣形の選定や防御戦闘と攻撃戦闘の連携などの戦術的な選択肢が広がることになった。
劣勢でありながらも優れた戦術家の力量によって勝利した有名な戦史がある。マケドニアの国王アレクサンドロス3世（大王）はその戦術家の一人であり、ペルシア遠征でのガウガメラの戦いにおいてはペルシア軍に対して劣勢でありながらも敵部隊を誘致することで敵中央の戦力を希薄化させ、その地点に対して突破を実施したことで勝利することができた。またポエニ戦争においてはカルタゴの将軍ハンニバルがカンナエの戦いで采配を発揮し、優勢なローマ軍に対して歩兵部隊の防御戦闘と騎兵部隊の包囲機動を組み合わせて模範的な包囲殲滅を実践してみせた。またプロイセンの国王フリードリヒ2世は七年戦争のロイテンの戦いで優勢なオーストリア軍の横陣に対し、地形で部隊を隠匿しながら迅速に側面に接近し、側面攻撃をしかけることで勝利することができた。ナポレオン戦争ではフランスの国王ナポレオン1世は優勢なオーストリア軍とアウステルリッツの戦いで衝突したが、意図的な防御と後退行動を組み合わせて敵部隊を誘致した後にその中央を突破することで勝利を収めた。これらの戦史はいずれも戦力の劣勢を運用によって補っており、またその実施が成功したことから戦術的に高く評価されている。
スイスの軍人アントワーヌ・アンリ・ジョミニが『戦争概論』で示した戦術理論の体系は近代における戦術学の起源として示すことができる。なぜならば、ジョミニは戦場での勝利にとって不可欠な行動の原則が戦術には存在すると捉えることで、その原則をさまざまな戦闘状況に適用する方法を理論化した。ジョミニの学説は世界各地の士官学校の教範類で採用されており、戦力の集中や戦場での機動などの原則に関しては戦術学の基礎知識として普及した。このような原則はイギリスの軍人ジョン・フレデリック・チャールズ・フラーによってさらに発展させられ、目的、主導、統一、集中、機動、節約、警戒、奇襲、簡明から成る戦いの諸原則として整理された。戦術的な戦闘行動である攻撃と防御についても、攻撃が主導的で能動的な戦闘行動である一方で戦力の消耗が激しく、逆に防御は従属的で受動的な戦闘行動でありながらも、消耗が少ないなどの特性が明らかにされていった。そして戦術研究が進むにつれてさらに戦闘陣形や戦闘行動を表す戦術用語や戦術的決心に求められる状況判断の思考法が確立されていった。

### 兵站
兵站とは作戦中の部隊の活動を後方から支援する方法であり、具体的には物資の補給、兵器の整備、輸送の管理、衛生業務などの業務を指す。兵站は古来から戦争の勝敗を左右する重大な考慮事項であり、その基本的問題とは後方における根拠地の補給物資により、後方連絡線の輸送力を通じて、前線における部隊の補給所要を充足させることである。しかし根拠地での補給物資の不足、敵による後方連絡線の遮断、戦闘での戦力の消耗の増加などによって兵站の現実はより複雑である。したがって兵站とは単なる輸送計画ではなく、融通性、継続性、強靭性、効率性、創造性が求められる活動であると捉えなければならない。戦争において生じる不測事態に兵站は臨機応変に対処しなければならず、敵の妨害に直面してもその活動を維持しなければならない。さらに兵站問題として有限な物資を部隊にどのように配分するかという効率化の問題もある。しかも兵站は戦場の突発的な障害に即応するために創造的な問題解決が迫られる場合もある。
軍隊において兵站が体系化された背景には作戦や装備の複雑化がある。ジョミニは軍が行軍する際に兵站監が考慮しなければならない事項を列挙しており、それは交通路の選定、補給処の警戒、行軍の管制、輸送手段の確保、宿営の計画など細部に渡っている。図上での軍事作戦を具体化するためにはこのような緻密な兵站活動が必要であり、ジョミニは兵站学をあらゆる軍事知識を応用する科学であると捉えている。兵站の重要性については戦略、戦術との関係性からも検討することができる。アメリカの軍人ジョージ・C・ソープは『純粋兵站学』において戦争を演劇に例えて論じており、戦略が演技を指導する脚本であり、戦術が役者の役割であるならば、兵站とは舞台や備品、小道具を準備することであると位置づけた。つまり卓越した戦略や優れた戦術は兵站によって根拠付けられていると考えることができる。しかし兵站が重要であることがわかったとしても、軍事史において現実の兵站が計画通りいかなかった事例は数多い。この歴史的事実はマーチン・ファン・クレフェルトは『補給戦』において明らかにしており、つまり知性を活用したどれほど綿密な兵站の計画であったとしても、クラウゼヴィッツが提起した戦争での摩擦の力で常に破壊されるのである。兵站の使命とはそのような障害を克服して部隊を支援することであり、軍事にとって末端の研究領域ではなく、むしろ本質的な研究領域と見なすことができる。
兵站の活動を機能別で分類すると補給、輸送、整備、衛生に大別することができる。後方地域で遂行される支援はさらに多種多様であるが、これら四種類の業務は部隊の戦闘力を維持する上で特に緊要なものであると言える。補給とは部隊に対して行われる食糧、燃料、弾薬、医薬品等の消耗を提供することであり、補給所要の算定、補給物資の入手、補給物資の配分などの段階を踏んで行われる。また整備は車両や航空機、艦艇の状態を使用可能な状態に維持することであり、装備の破損状況によって使用部隊の整備、整備部隊の整備、外部委託の整備が行われる。輸送は人員や装備、物資の位置を適時において適所に移動させることであり、その地形や敵情に応じて陸海空の交通手段が選定され、安全性と秘匿性、迅速性と輸送力などの観点から判断されることになる。衛生は戦闘などで生じた人的戦闘力の消耗を回復するための活動であり、前線の部隊での処置、または後方の野戦病院での処置などが行われ、回復した兵員を復帰させる機能がある。このような兵站の複合的な業務は陸軍、海軍、空軍によってそれぞれ別個に体系化されている。例えば陸軍の兵站は基地の外部においても兵站機能を維持しなければならないが、海軍や空軍の兵站機能は根拠地に集約されており、また兵器体系が異なるため必要な補給物資も異なるものである。

### 戦争以外の軍事作戦
軍事作戦は基本的に戦争において実施されるものである。しかし、戦争以外でも軍事作戦を実施することはあり得るものだと現在では考えられている。これは冷戦が終結してから地域紛争や人道危機に軍隊が対処する情勢が出現したことに呼応して、アメリカの統合参謀本部により1995年に提唱された概念である。この概念について詳説した書籍に統合教義教範3-07『戦争以外の軍事作戦のための統合教義』があり、ここでは戦争以外の軍事作戦は政治的考慮を踏まえて遂行される戦争に至らない軍事力の使用として定義される。その具体的な内容には戦争の抑止や解決のための平和創造活動、対テロ作戦、部隊の予防的展開、平和維持活動、非戦闘員避難作戦、対暴動作戦が含まれる。さらに平和を促進するための海上交通の確保、対麻薬作戦、人道支援、海上護衛、文民支援などもその概念に含まれている。このような軍隊の新しい任務について国連事務総長のダグ・ハマーショルドは平和維持を取り上げながら「平和維持活動は兵士の仕事ではないが、それをできるのは兵士しかいない」と述べている。戦争以外の軍事作戦を遂行するためには従来のように計画性や安全性、戦闘の効率性などを高めるだけではなく、政治・社会的影響に配慮しながら人道性や公平性の重視、民事作戦の円滑な実施、文民機関の支援の確保を行う必要がある。